# Randvere (Viimsi)
Randvere (Duits: Randfer) is een plaats in de Estlandse gemeente Viimsi, provincie Harjumaa. De plaats heeft de status van dorp (Estisch: küla).

## Bevolking
Het dorp had 1690 inwoners op 31 december 2011 en 1918 inwoners op 31 december 2021.

## Ligging
Randvere ligt aan de Finse Golf tussen Tammneeme in het noorden en Muuga in het zuiden.

## Geschiedenis
Randvere werd voor het eerst genoemd in 1397 onder de naam Randevere. Oorspronkelijk woonden er Zweden; later kwamen er steeds meer Esten wonen. De plaats behoorde tot het landgoed van Maardu, maar had daarbinnen een zelfstandige positie. Leppneeme en Tammneeme vielen onder Randvere. De bevolking van de drie dorpen bestond voornamelijk uit vissers.
De lutherse Pieterskerk is gebouwd in 1852.
In 1977 werd het buurdorp Aiaotsa bij Randvere gevoegd.

## Foto's

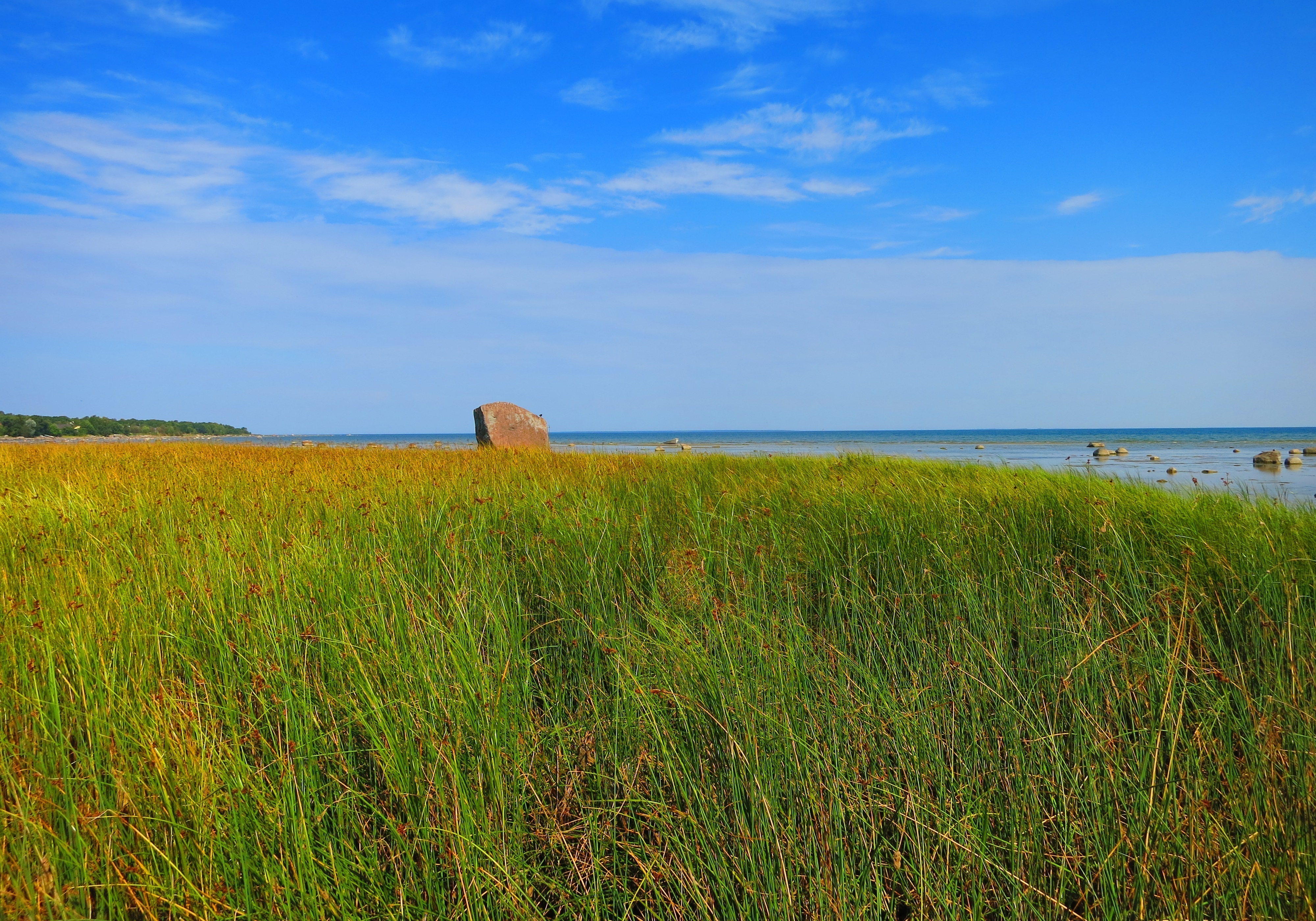
De Finse Golf bij Randvere
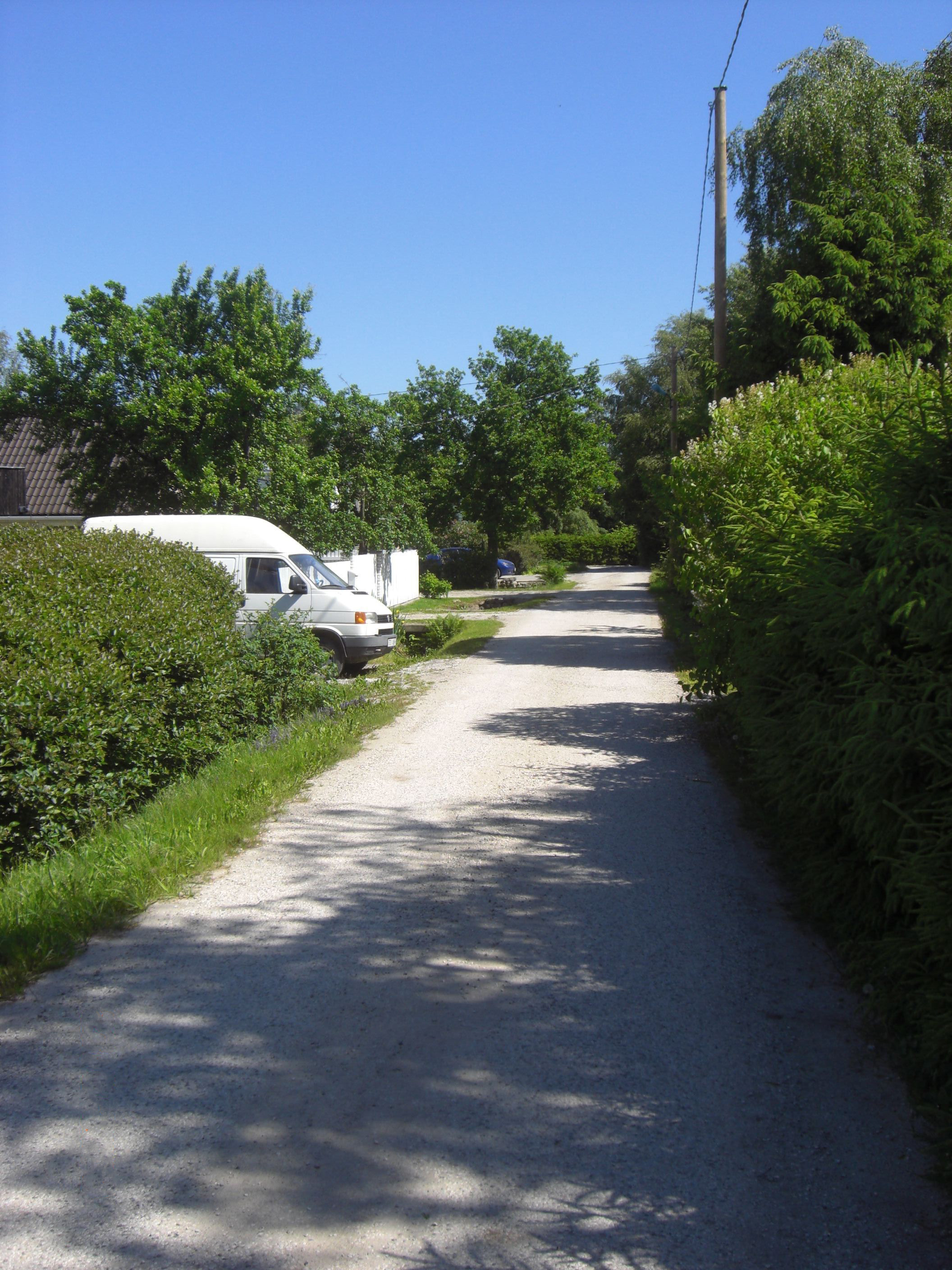
Straat in Randvere
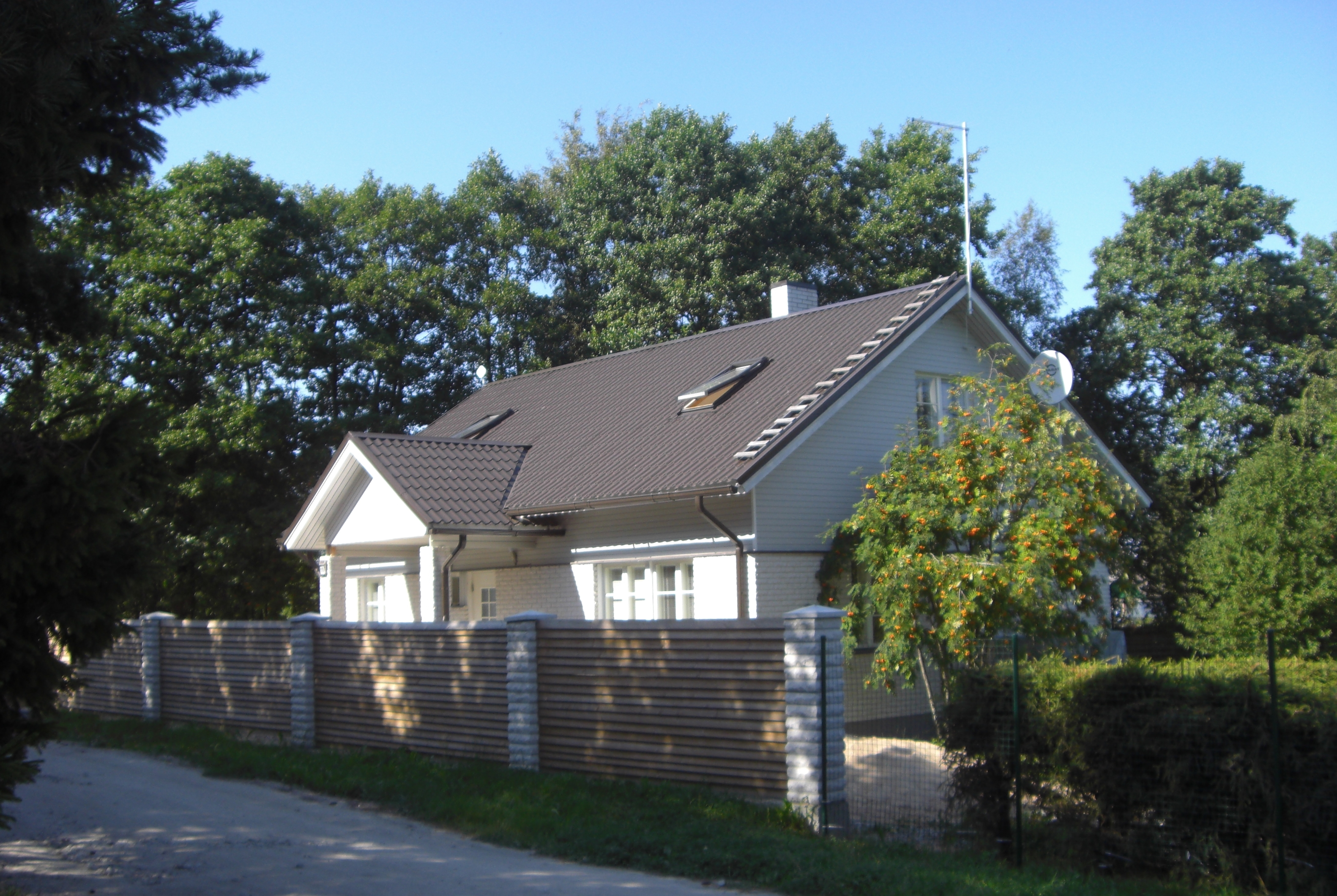
Huis in Randvere
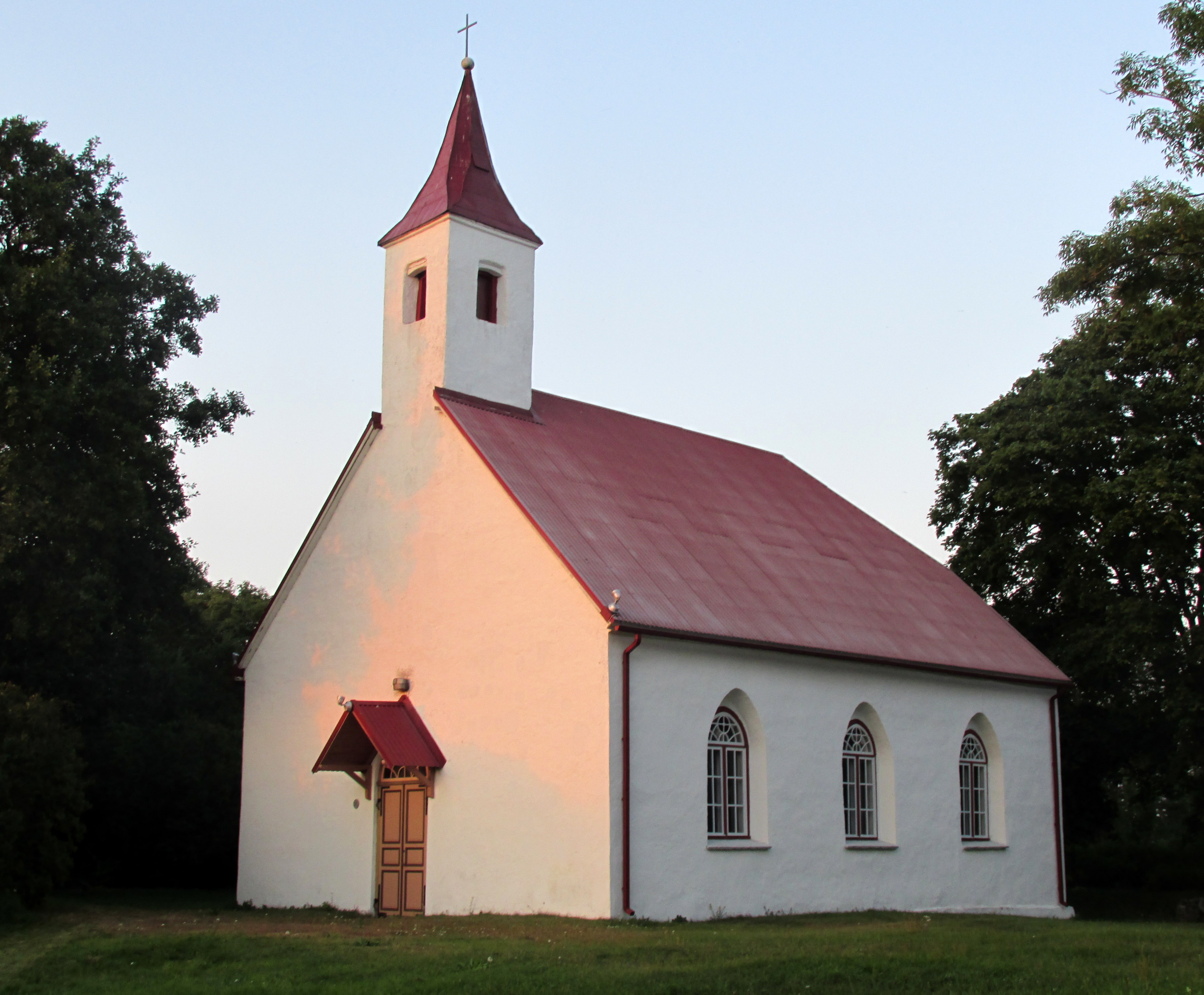
Pieterskerk
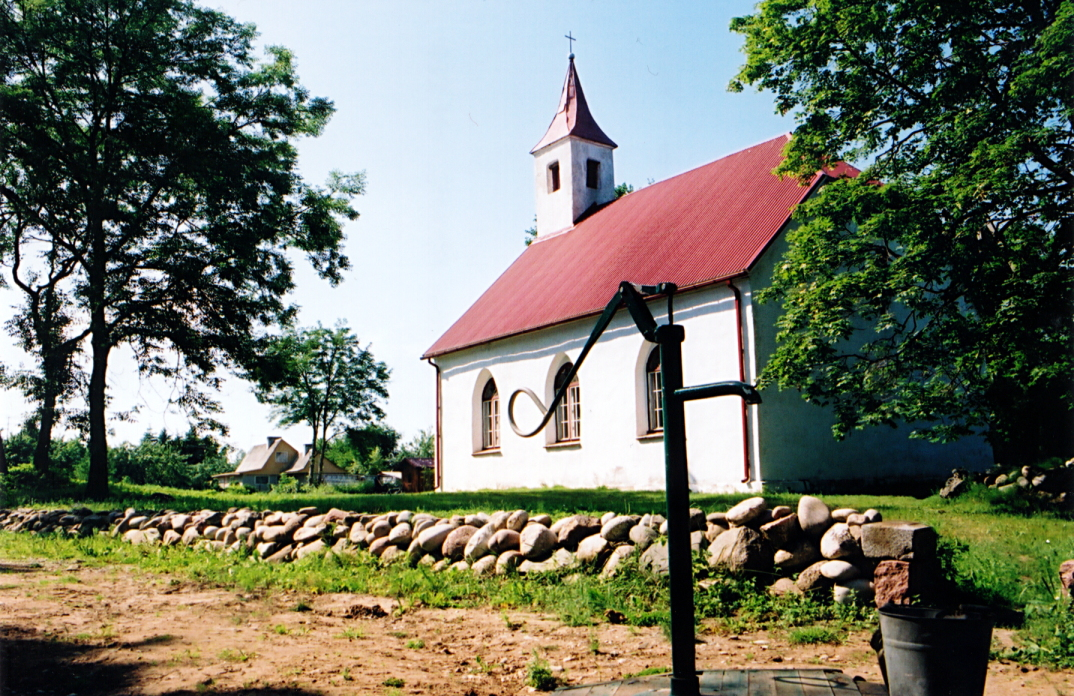
Pieterskerk, zijaanzicht
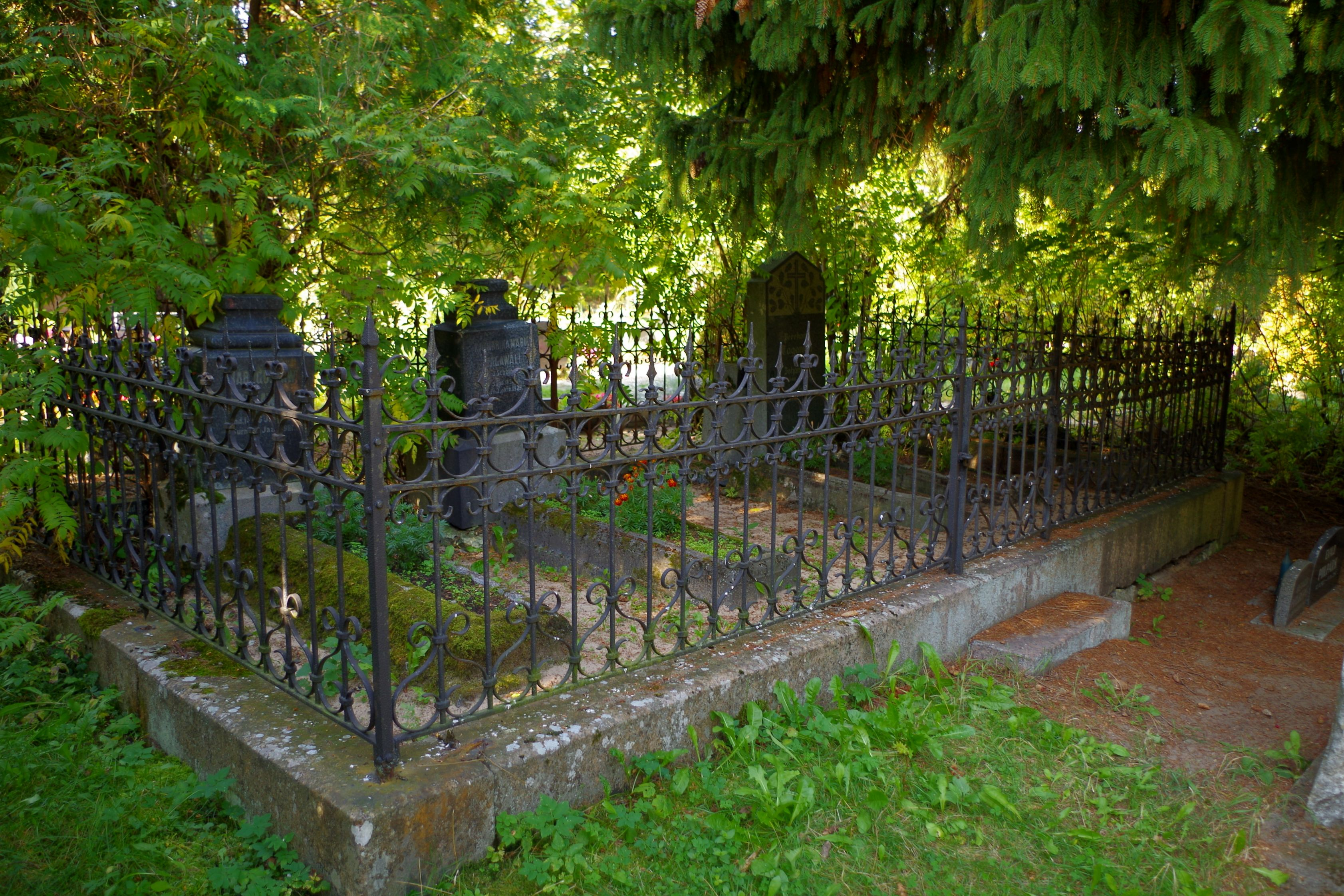
Kerkhof